# Медаль «За отличие в службе» (МВД)
Меда́ль «За отли́чие в слу́жбе» — ведомственная медаль Министерства внутренних дел Российской Федерации, учреждённая приказом МВД РФ № 641 от 5 июля 2002 года. Переучреждена приказом МВД РФ от 31 октября 2012 года № 989 в связи с реформой МВД России.

## История
Указом Президиума Верховного Совета СССР от 14 сентября 1957 года был отменён существовавший порядок награждения за выслугу лет государственными орденами и медалями. 25 января 1958 года указами министра обороны СССР, министра внутренних дел СССР и председателя КГБ СССР была учреждена единая ведомственная награда — медаль «За безупречную службу». Она состояла из трёх степеней: медалью III степени награждались за 10 лет безупречной службы, II — за 15 лет, I — за 20 лет. 
В период с 1958 года по 1960 год на реверсах медалей «За безупречную службу», предназначенных для сотрудников органов внутренних дел, размещалась надпись «МВД СССР». После того, как общесоюзное ведомство было ликвидировано, данная надпись в союзных республиках заменялась на именования республиканских министерств внутренних дел: «МВД РСФСР», «МВД Литовской ССР», «МВД Таджикской ССР». С 1966 года чеканка общесоюзных медалей была возобновлена. 
Как отмечает исследователь, кандидат юридических наук М. А. Рогов, после распада СССР в системе ведомственных наград МВД образовался вакуум. «Медали эпохи СССР были изъяты из наградного оборота, а до учреждения новых у пяти сменявших друг друга министров не доходили руки», — пишет он. Лишь 5 июля 2002 года приказом МВД России № 641 была учреждена медаль «За отличие в службе», с появлением которой возобновилась практика награждения сотрудников органов внутренних дел за выслугу лет. Новая награда сохранила три степени и внешнее сходство с советской медалью «За безупречную службу».
После реформы МВД 2009—2011 годов частично изменилась и ведомственная наградная система, однако медаль «За отличие в службе» сохранила в ней своё прежнее место и была повторно учреждена приказом от 31 октября 2012 года № 989 «О ведомственных знаках отличия Министерства внутренних дел Российской Федерации».

## Награждение
Согласно Положению медалью МВД России «За отличие в службе» награждаются сотрудники органов внутренних дел и военнослужащие внутренних войск МВД России за добросовестную службу (военную службу) и имеющие соответствующую выслугу лет в календарном исчислении.
Медаль состоит из трёх степеней:
- I степени — для награждения сотрудников и военнослужащих, проходящих службу (военную службу) не менее 20 лет;
- II степени — для награждения сотрудников и военнослужащих, проходящих службу (военную службу) не менее 15 лет;
- III степени — для награждения сотрудников и военнослужащих, проходящих службу (военную службу) не менее 10 лет.

Высшей степенью медали является I степень. Награждение медалью более высокой степени не допускается без получения награждаемым медали предыдущей степени. Награждение медалью производится последовательно от низшей степени к высшей Министром внутренних дел Российской Федерации, а также: сотрудников — лицами, которым разрешено увольнение начальствующего состава в запас и отставку; военнослужащих — заместителем Министра — главнокомандующим внутренними войсками МВД России.
Приказы о награждении медалью сотрудников издаются ко Дню сотрудника органов внутренних дел Российской Федерации, военнослужащих — ко Дню внутренних войск МВД России.

## Ношение
Медаль носится награждённым на левой стороне груди и располагается после медали МВД России «За боевое содружество».

## Описание
Медаль имеет форму круга диаметром 32 мм, с выпуклым бортиком с обеих сторон. На лицевой стороне медали, в центре, помещено изображение перекрещенных мечей в ножнах с наложенным на них круглым щитом в обрамлении лаврового венка, перевитым внизу лентой. В поле щита изображен пеший воин, поражающий копьем дракона. Над изображением, полукругом помещена надпись «За отличие в службе», внизу — полукруглый венок, с левой стороны лавровый, с правой — дубовый. Венок перевит лентой с римскими цифрами I, II, III, обозначающими степень медали. На оборотной стороне медали «За отличие в службе», в центре, помещена надпись «Министерство внутренних дел Российской Федерации», обрамлённая снизу двумя лавровыми ветвями. Все изображения и надписи выпуклые.
Медаль «За отличие в службе» I и II степени имеет серебристый цвет и изготавливается из нейзильбера. На медали «За отличие в службе» I степени поле круглого щита окрашено в краповый цвет. Медаль «За отличие в службе» III степени имеет золотистый цвет и изготавливается из томпака.
Медаль при помощи ушка и кольца соединяется с пятиугольной колодкой, обтянутой шёлковой муаровой лентой красного цвета шириной 24 мм с жёлтыми полосками шириной 2 мм по краям. Посередине ленты светло-зелёные полоски шириной 2 мм: для медали I степени — одна полоска, II степени — две полоски, III степени — три полоски.